# Cygnus CRS OA-5
Cygnus CRS OA-5, també coneguda com a Orbital Sciences CRS Flight 5, va ser el setè vol amb èxit de la nau espacial de subministrament no tripulada Cygnus desenvolupada per Orbital ATK, i el sisè vol a l'Estació Espacial Internacional com a missió del programa Commercial Resupply Services de la NASA. Orbital i la NASA van desenvolupar conjuntament un nou sistema de transport espacial per proporcionar serveis comercials de proveïment de càrrega a l'Estació Espacial Internacional (EEI). Sota el programa Commercial Orbital Transportation System (COTS), Orbital va dissenyar i fabricar l'Antares, un vehicle de llançament de classe mitjana; Cygnus, una nau espacial avançada capaç de maniobrar, i un mòdul de càrrega pressuritzat subministrat per Thales Alenia Space, soci industrial d'Orbital.
La nau espacial Cygnus d'aquesta missió va ser batejada amb el nom de S.S. Alan Poindexter en honor de l'astronauta Alan G. Poindexter, un difunt comandant del transbordador espacial. Poindexter va ser seleccionat en el 1998 NASA Group (G17) i va entrar a l'òrbita a bord de les missions del transbordador espacial STS-122, i STS-131.
La missió va ser llançada el 17 d'octubre de 2016.